# 極道

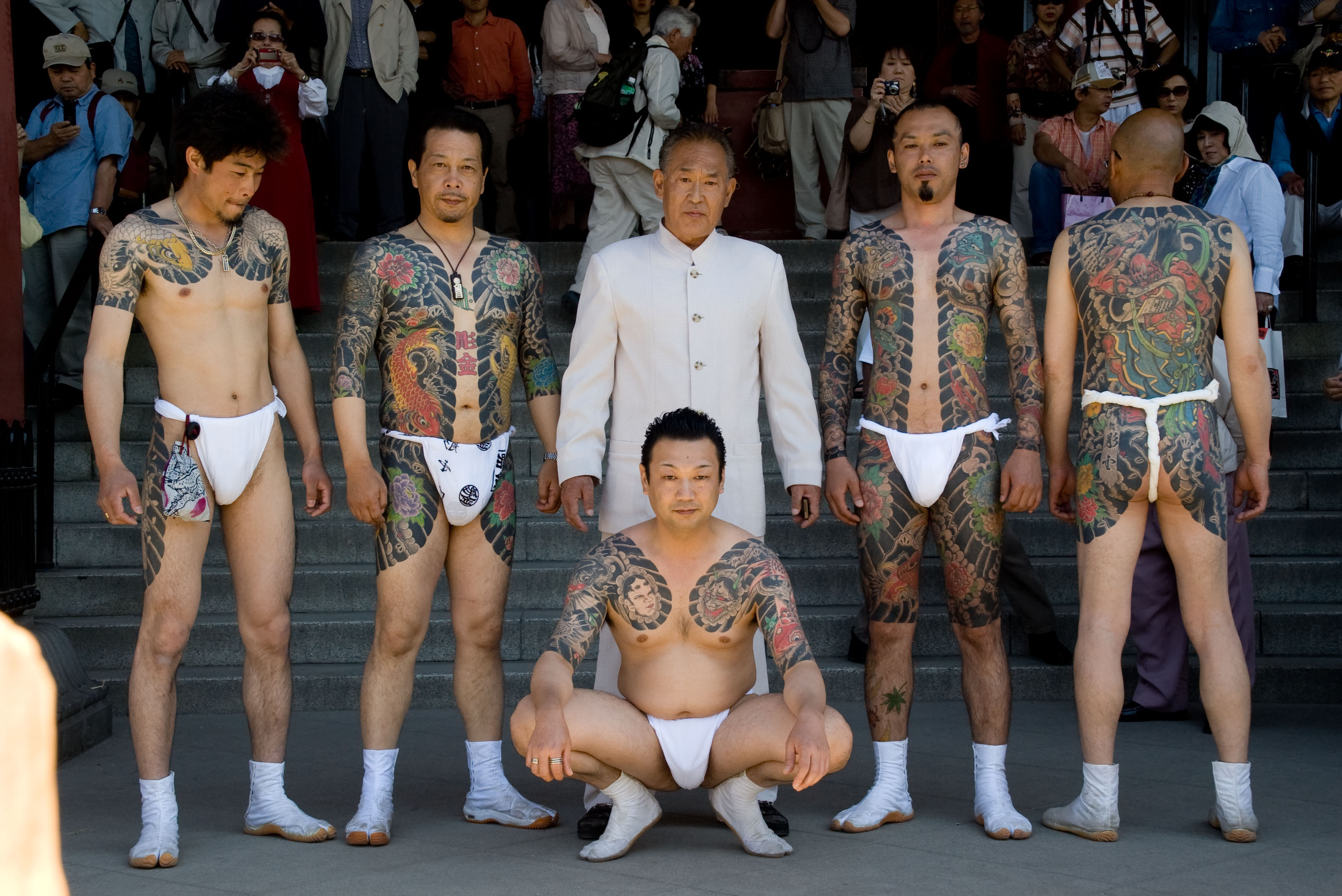
日本黑幫人士

極道（日语：／ Gokudō，俗作： Yakuza）指日本社会裡從事暴力或有组织犯罪活动的人士或团体。这一俗稱來自日本紙牌遊戲花札（玩法一說是）的一個最壞組合「八九三」（ヤクザ），或說是指鄉里仲裁糾紛的單位「役座」而來（因江湖人士總處於糾紛之中）。
通常日本政府和日本警察將其指為暴力團。日本政府又公告了指定暴力团，華人熟知的山口組是其中之一。

## 流行文化
- 《人中之龍系列》

## 外部連結
- 101 East – Battling the Yakuza （页面存档备份，存于）—Al Jazeera (Video)
- 六代目山口組繼承式
- 三代目稲川會繼承式
- 七代目住吉會繼承式